# Лукашевич Микола Павлович
Микола Павлович Лукашевич — український філософ і соціолог, доктор філософських наук, професор Київського національного університету ім. Т. Г. Шевченка, професор Інституту вищої освіти НАПН України, професор кафедри соціології і соціальної роботи Інститут підготовки кадрів Державної служби зайнятості.

## Наукові праці
Автор понад 200 друкованих праць, серед яких:
- Самоменеджмент. Теорія і практика / Н. П. Лукашевич. — К. : Ника-Центр, 2007. — 344 с.  — ISBN 966-521-415-2
- Соціологія праці : підручник / М. П. Лукашевич. — К. : Либідь, 2004. — 440 с. — ISBN 966-06-0288-X
- Менеджмент соціальної роботи: Теорія і практика : навч. посібник / М. П. Лукашевич, М. В. Туленков. — К. : Каравела, 2007. — 296 с. — (Вища освіта в Україні : засн. 1999 р.). — Бібліогр.: с. 286—295. — ISBN 966-8019-70-9
- Соціологія: Основи загальної, спеціальних і галузевих теорій : підручник / М. П. Лукашевич, М. В. Туленков, Ю. І. Яковенко. — К. : Каравела, 2008. — 544 с. — (Українська книга). — ISBN 966-8019-37-7
- Соціальна робота: (теорія і практика) : підручник / М. П. Лукашевич, Т. В. Семигіна. — К. : Каравела, 2009. — 368 с. — (Українська книга). — ISBN 978-966-8019-89-0